# След битката на Игор Святославич с половците
„След битката на Игор Святославич с половците“ (на руски: После побоища Игоря Святославича с половцами) е картина на руския художник Виктор Васнецов от 1880 година.
Тя изобразява покритото с трупове бойно поле след разгрома от половците на Игор Святославич, един от уделните князе на Киевска Рус през XII век, в края на кампанията, известна от класическата епическа поема „Слово за похода на Игор“. Една от сравнително ранните картини на Васнецов, тя е първото му мащабно произведение с исторически сюжет. Картината се намира в Третяковската галерия в Москва.